# Legio I Adiutrix
Die Legio I Adiutrix („die Helferin“) wurde 68 n. Chr. von Nero oder Galba aus Marineeinheiten im Flottenstützpunkt Misenum aufgestellt. Ihr Zeichen war der Capricorn (mythologische Gestalt: halb Steinbock, halb Fisch), teilweise wurde auch der Pegasus geführt.

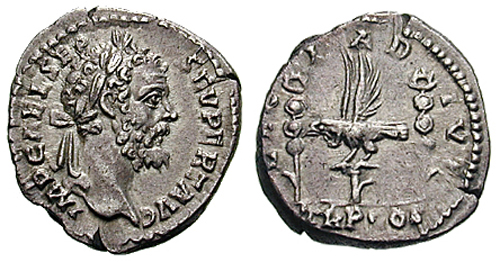
Denar des Septimius Severus mit der Inschrift LEG I AD-IVT zu Ehren der Legion

## Geschichte der Legion

### Vierkaiserjahr und Flavische Dynastie

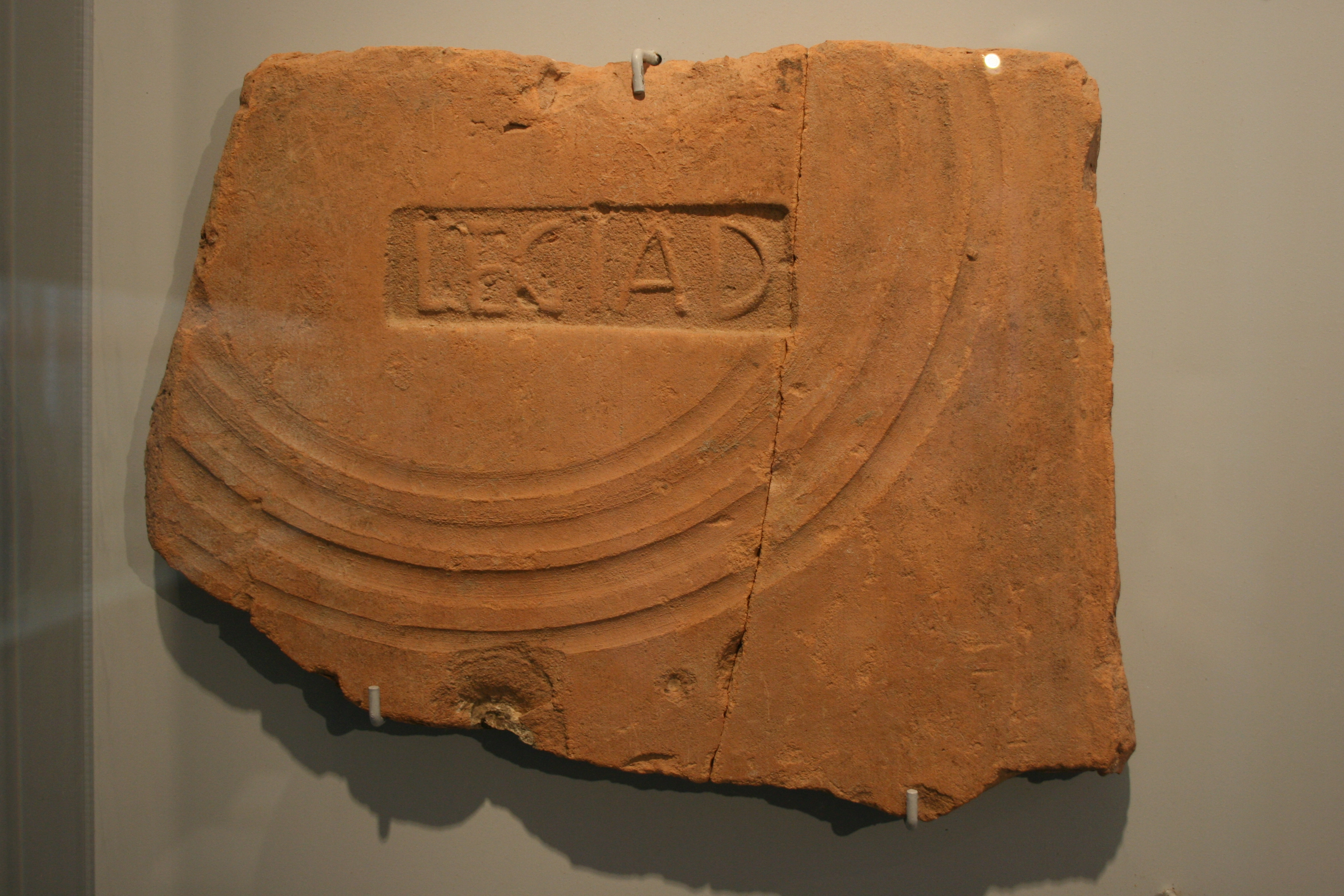
Ziegelstempel der Legion im Terra-Sigillata-Museum Rheinzabern.

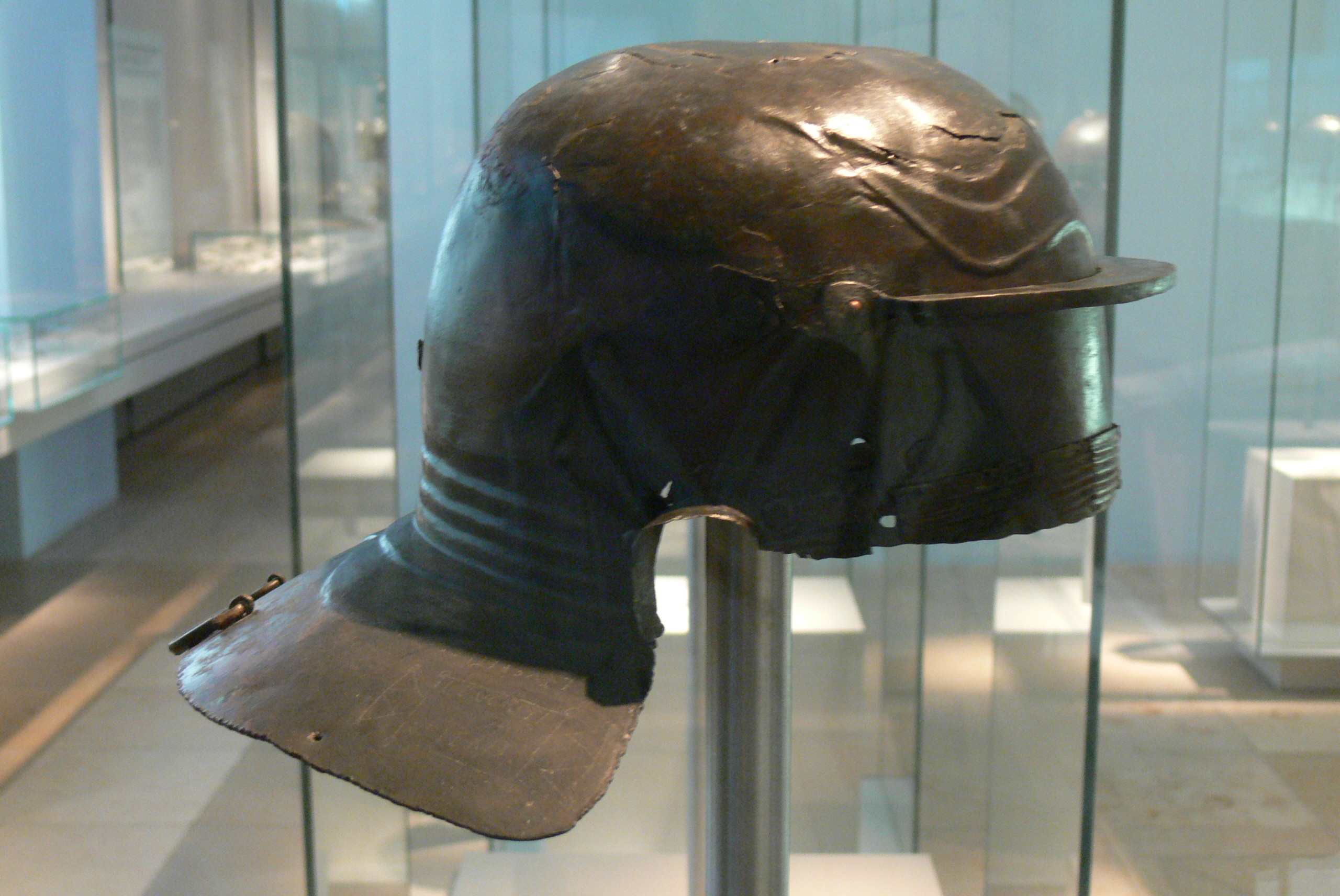
Bronze-Infanteriehelm vom Typ Weisenau, 1. Jahrhundert n. Chr., gefunden im Rhein bei Mainz. Nach einer Inschrift gehörte der Helm Lucius Lucretius Celer, Legionär in der Centurie des Gaius Mummius Lolianus von der Legio I Adiutrix.

Die Legion wurde angesichts des gerade ausbrechenden Bürgerkriegs rasch aufgestellt; dies war der Grund, wieso man (genau wie bei der Legio II Adiutrix) auf Flottenmannschaften zurückgriff, die eigentlich als militärisch minderwertig galten. Während Legionäre zudem normalerweise das römische Bürgerrecht besitzen mussten, war dies bei Flottensoldaten nicht der Fall – das Bürgerrecht wurde den neuen Legionären in diesem Fall daher eigens verliehen. Im Vierkaiserjahr 69 engagierte sich die Legion zunächst auf Seiten Galbas, danach in der Armee Othos, wo sie Mitte April 69 in der Ersten Schlacht von Bedriacum gegen die Truppen des Vitellius unterlag. Es gelang ihr jedoch die Aquila (Legionsadler) der Legio XXI Rapax im Kampf zu erbeuten. Sie wurde von Vitellius kurzzeitig nach Hispania verlegt, aber bereits im Jahr 70 unter Quintus Petillius Cerialis am Rhein im Bataveraufstand eingesetzt.
Nach dem Ende des Bataveraufstandes wurde die Legio I Adiutrix gemeinsam mit der Legio XIIII Gemina in Mogontiacum (Mainz) stationiert. Das alte Holz-Erde-Lager wurde in Steinbauweise neuerrichtet. Das Aquädukt zur Versorgung von Lager, Canabae und Bädern mit einer täglichen Leistung von etwa 6500 m³ wurde von den Legionen ebenfalls in Stein neu gebaut. Die benötigten Ziegel wurden von der Legion in Tabernae (Rheinzabern) gebrannt. In Aquae Mattiacorum (Wiesbaden) bauten die Legionen I Adiutrix, XIIII Gemina, XXI Rapax und XXII Primigenia in flavischer Zeit die Thermen aus.
Domitian, dem es an militärischem Ruhm mangelte, zog im Jahr 83 n. Chr. die Legionen I Adiutrix, XIIII Gemina, XXI Rapax, VIII Augusta, XI Claudia und Vexillationen der drei britannischen II Augusta, VIIII Hispana und XX Valeria Victrix in Germania superior zusammen. Domitian zog über den Rhein und begann die sogenannten Chattenkriege gegen die mächtigen, aber „unruhigen“ Chatten, die im Vorland von Mogontiacum im Taunus und im Gießener Becken lebten. Es ging vermutlich um eine Schwächung der Chatten als letzten größeren Unruheherd in Rheinnähe. Domitian stieß weit ins Kernland der Chatten, das heutige Hessen, vor. Mit weiteren Feldzügen gelang den Römern im Jahre 85 die Unterwerfung des Gebietes der Wetterau, was ein Bestandteil der Germanienpolitik Domitians (Neuordnung der Grenze) war. In der Folge entstanden die Grenzbefestigungen des Taunus- und Wetteraulimes. Domitian nahm den Siegerbeinamen Germanicus an und bildete aus den Bereichen des ober- und niedergermanischen Heeres mit propagandistischem Aufwand zwei reguläre Provinzen. Nach dem Abschluss des Feldzuges waren acht Vexillationen aus den Legionen Britanniens und Obergermaniens unter C. Velius Rufus, dem Primus Pilus der Legio XII Fulminata, im Gebiet der Lingonen (Nordfrankreich) mit umfangreichen Baumaßnahmen beschäftigt. Teile der Legion waren in domitianischer Zeit im Kleinkastell Wagbach stationiert.
Im Jahr 86 löste die Legio XXI Rapax die nach Pannonien abkommandierte Legio I Adiutrix in Mogontiacum ab. Die Legion wurde nach Brigetio (Komárom) in der Provinz Pannonien verlegt und nahm an den Feldzügen Domitians gegen die Daker teil. Unter dem Feldherrn Lucius Tettius Iulianus nahm die Legion im Jahr 88 an der Schlacht von Tapae teil.

### Adoptivkaiser und Antoninische Dynastie

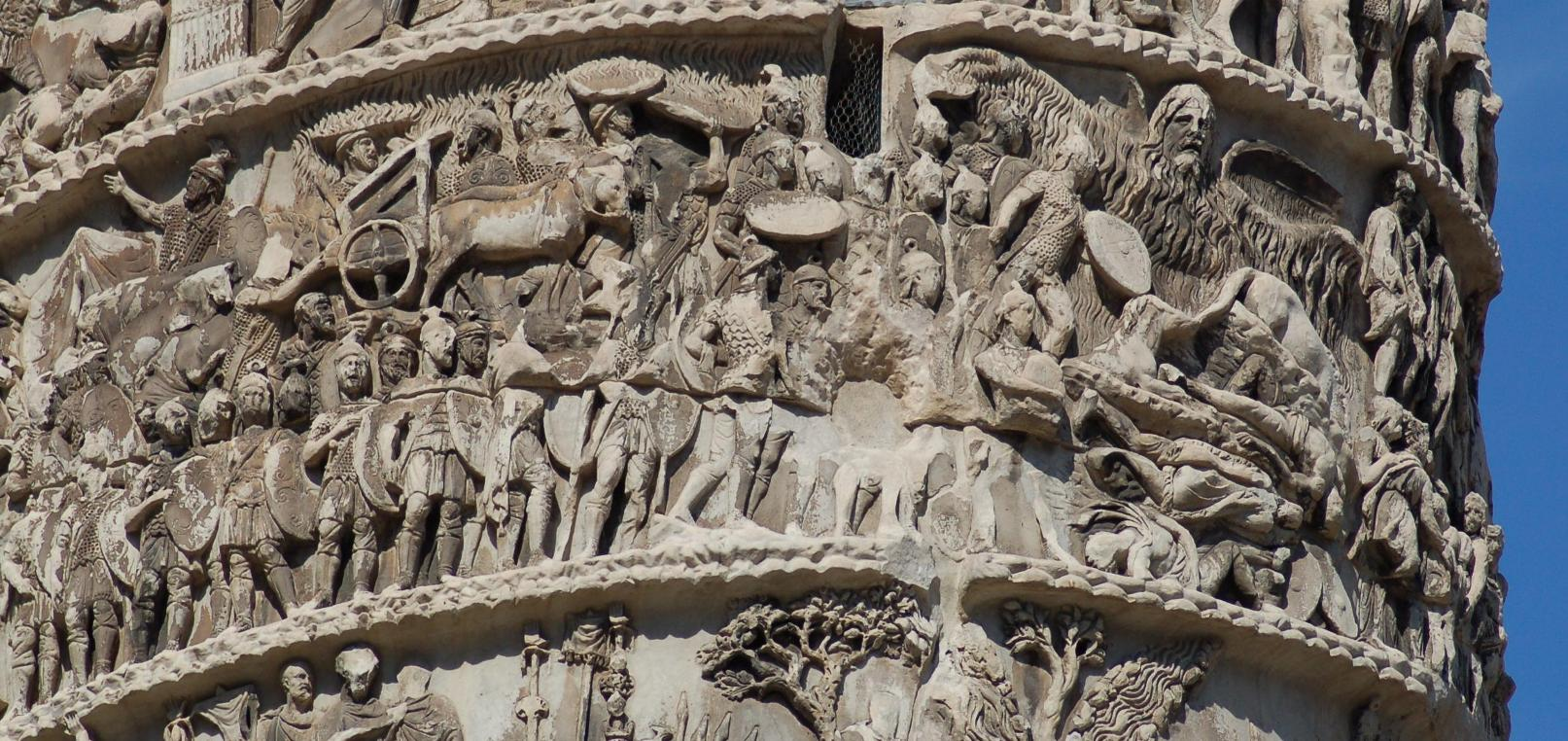
Das Regenwunder im Quadenland, dargestellt auf der Mark-Aurel-Säule in Rom

Nerva setzte die Legion 96 im Bellum Suebicum ein. Da die Legion an der Adoption Trajans durch Nerva im Jahre 97 beteiligt war, verlieh Trajan ihr den Beinamen pia fidelis („treu und ergeben“). Sie nahm auch gemeinsam mit der Legio IIII Flavia Felix und Legio XIII Gemina an der Eroberung Dakiens (101–106) unter Trajan teil. Unter ihrem Legatus Aulus Platorius Nepos wurde sie von 115 bis 117 gegen die Parther eingesetzt. Unter Hadrian (117–138) kehrte sie wieder nach Brigetio zurück, wo sie die Legio XXX Ulpia Victrix ablöste. Das vermutlich bei einer Überschwemmung beschädigte Lager Brigetio wurde um 119 von der Legion neu aufgebaut. In der ersten Hälfte des 2. Jahrhunderts betrieb die Legion in Dömös am Donauknie eine Ziegelei.
In den folgenden Jahrzehnten blieb es an der Donaugrenze weitgehend ruhig, so dass einige Vexillationen an den Pontus und nach Nordafrika verlegt wurden. Von 171 bis 175 stand die Legion unter dem Kommando des Legaten und späteren Kaisers Publius Helvius Pertinax und nahm an den Markomannenkriegen teil. In den Markomannenkriegen ereignete sich 172 das berühmte „Regenwunder im Quadenland“, das es der von den Quaden umzingelten Legion ermöglichte, sich wieder freizukämpfen. Dieses Ereignis fand auch Eingang in die bildlichen Darstellungen dieses Feldzuges auf der Mark-Aurel-Säule in Rom.

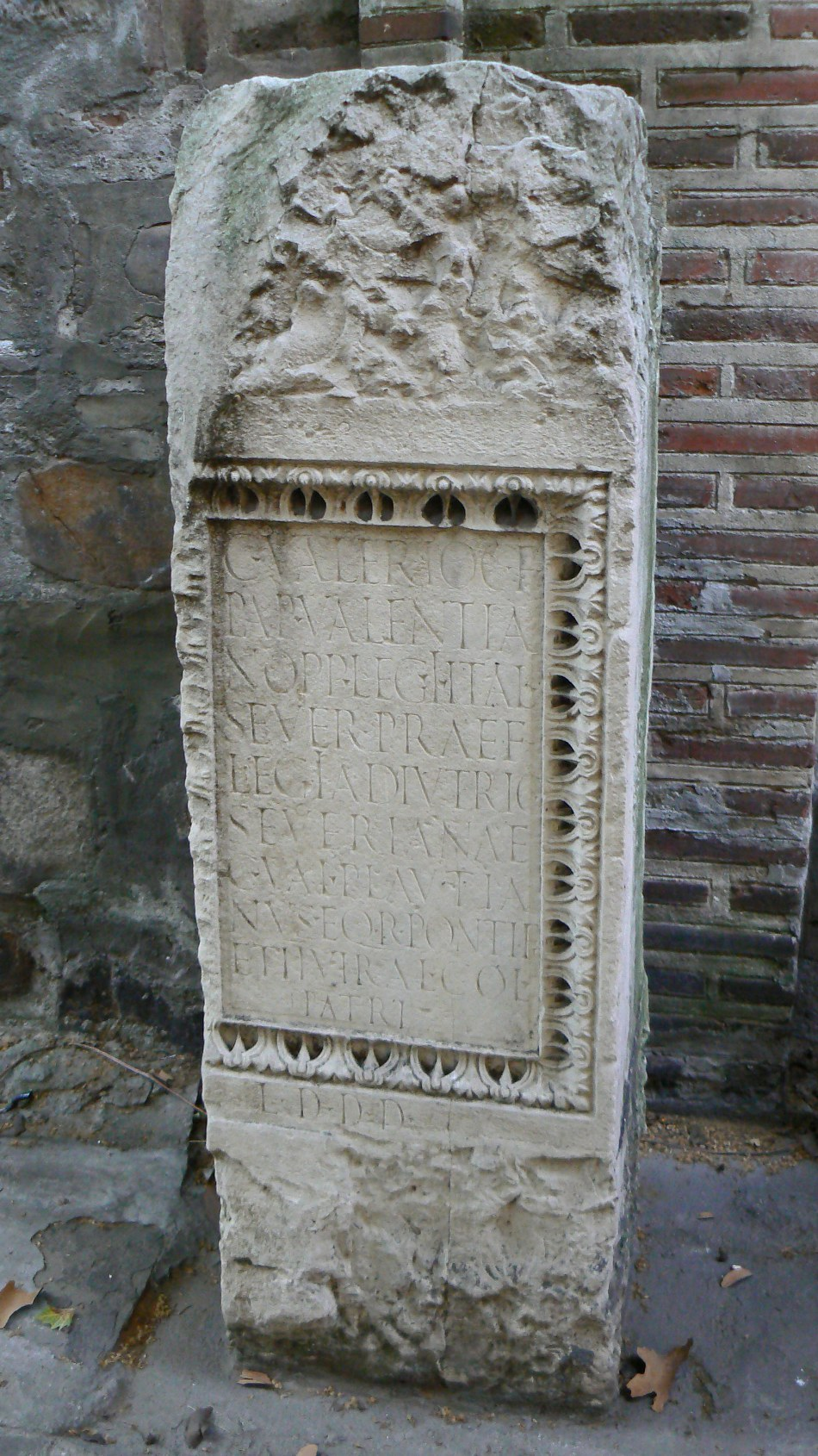
Ehreninschrift des Gaius Valerius Valentinianus, praefectus legionis der Legio I Adiutrix Severiana

### Severische Dynastie und Soldatenkaiser
Nach der Ermordung des Pertinax im Jahre 193 unterstützte die Legio I Adiutrix Septimius Severus, den Statthalter der Pannonia superior, gegen Didius Julianus und im Bürgerkrieg des zweiten Vierkaiserjahres 193/194 gegen Clodius Albinus und Pescennius Niger. Nach Severus’ Partherfeldzügen im Ostteil des Reiches (195 und 197–198) kehrte die Legion wieder nach Pannonien zurück. Als Septimius Severus im Jahr 208 zu einem Feldzug im Norden Britanniens aufbrach, wurde er von der Legion unter ihrem Legaten Cornelius Valens (208–210) begleitet. Die Legion oder zumindest Detachements von ihr nahmen vermutlich zwischen 214 und 217 am Feldzug Caracallas (211–217) gegen die Parther teil. In severischer Zeit trug die Legion den Beinamen Severiana.
Unter Kaiser Maximinus Thrax nahm die Legion 237 am Feldzug gegen die Daker und 244 unter Gordian III. am Feldzug gegen das Sassanidenreich teil. Im Laufe des 3. Jahrhunderts erhielt die Legion die Ehrentitel Pia Fidelis bis („zweimal treu und ergeben“) und constans („zuverlässig“). Gallienus (253–268) ehrte die Legion durch Münzprägungen.

### Spätantike
Im frühen 5. Jahrhundert unterstand die Legio prima Adiutrix als Limitanei (Grenzheer) dem Dux Valeriae ripensis (Westungarn) und war noch immer in Brigetio und möglicherweise auch in Transiacinco (Transaquincum) stationiert. Die letzte Erwähnung der Einheit findet sich 444, als die Legion in Brigetio stationiert war. Möglicherweise wurde die Legion nach einer Niederlage gegen die Hunnen aufgelöst. Formal allerdings blieb die Legio I Adiutrix noch mindestens ein weiteres Jahrhundert bestehen: Da in der Spätantike auch die zivilen Verwaltungsmitarbeiter als milites galten, wurden diese pro forma bei ihrer Einstellung einer militärischen Einheit zugewiesen; und so wurden noch im 6. Jahrhundert unter Kaiser Justinian die Schreiber des praefectus praetorio Orientis der Legio I Adiutrix zugerechnet – unabhängig davon, ob es diese damals als Teil der kämpfenden Truppe überhaupt noch gegeben haben sollte.